# Assacenos
Assacenos (em latim: assaceni), segundo Arriano, mas também chamados astacenos (em latim: astaceni) por Estrabão ou aspaganos (em latim: aspagani) por Plínio, o Velho, foram uma das tribos que o rei macedônio Alexandre III (r. 336–323 a.C.) achou em Gandara em 327−326 a.C.. Podem ser os assacas (Assaka) citados no páli e seu nome advém da raiz sânscrita aśva- e persa antiga aspa, "cavalo". Habitavam o baixo Suate, a leste do rio Indo, e tinham Mássaga como sua capital. Foram subjugados por Alexandre aquando de sua passagem pela região.